# Sturmhaubitze 42
Штурмгаубітзе 42, ШтуГ 42 (нім. Sturmhaubitze 42, StuH 42) — середня за масою німецька самохідна артилерійська установка класу «штурмова гаубиця» часів Другої світової війни на базі танку Panzer III.

## Історія
SturmHaubitze 42 (ШтурмГаубітце 42) — штурмова гаубиця зразка 1942 року. За відомчим рубрикатором міністерства озброєнь нацистської Німеччини самохідна гармата позначалося як Sd Kfz 142/2.
Бойовий досвід 1940 показав недостатню потужність осколково-фугасного снаряду 75-мм штурмової гармати StuK37 та StuK40, що встановлювалися на StuG III, проти скупчень живої сили противника і польових фортифікаційних споруд.
Влітку 1941 року надійшло замовлення на зразок з 105-мм легкою польовою гаубицею 10,5 cm leFH18/40. У серійних StuG III Ausf.F замінили 7,5 см StuK40 L/43 на 10,5 см StuH42/L28, адаптовану польову гаубицю 10,5 cm leFH18/40, отримавши таким чином перший прототип StuH 42. Відрізнялися лише схема установки гармати і компонування боєспорядження для артпострілів окремого заряджання з боєкомплектом у 36 штук. Для боротьби з сильноброньованими цілями застосовувалися кумулятивні снаряди.
З жовтня 1942 року на фірмі Alkett почалося виробництво.
Ці машини активно використовувалися на Європейському театрі військових дій.

## Виробництво
Всього, з жовтня 1942 по лютий 1945, випущено 1212 машин.
1942 — 10
1943 — 204
1944 — 903
1945 — 95